# Paquicormiformes
Els paquicormiformes (Pachycormiformes) són un ordre extint de peixos actinopterigis dels sediments Mesozoics d'Euràsia i d'Amèrica. Es caracteritzaven per tenir les aletes pectorals serrades i les pèlviques reduïdes, i un rostre ossificat. La seva relació amb altres ordres és incerta.